# Sinaiella raggei
Sinaiella raggei är en bönsyrseart som beskrevs av Johann Heinrich Kaltenbach 1991. Sinaiella raggei ingår i släktet Sinaiella och familjen Mantidae. Inga underarter finns listade i Catalogue of Life.